# Łubianka (rejon wyszogrodzki)
Łubianka (ukr. Луб'янка) – zlikwidowana wieś na Ukrainie w rejonie wyszogrodzkim obwodu kijowskiego.

## Zabytki
- cmentarz żydowski - ślady cmentarza widoczne pod koniec XIX w.[1]